# ソードアンドソーサリー
ソードアンドソーサリー（Sword And Sorcery）は、マイクロキャビンから発売された日本のゲームソフト。英語版は "Lucienne's Quest" のタイトルでリリースされた。日本では1995年9月14日に3DO版が発売され、1996年5月31日にはセガサターン版も発売された。1997年12月11日にはサタコレとしてセガサターン版の廉価版が発売された。

## 概要
3DO初の本格派ファンタジーRPGとして宣伝された。それまでの擬似3DのRPGとは異なり、フルポリゴンでマップが描かれた「ディオラマバトル」と称する戦闘シーンや、「リアルステージ」と称する視点変更に対応したフィールド画面を特徴とした。なお、漢字ROMが内蔵していない3DO本体ではプレイできない。セガサターン版ではオープニングアニメが追加され、キャラクターの台詞にフキダシ式のウィンドウが採用された。戦闘では障害物が、地形にも高さの概念が導入されている。
フィールド上で3Dポリゴン空間のカメラワークを移動させながら変更できるRPGとしては早い時期の作品であり、2D風味の3D作品としては本作が初である可能性が指摘されている。

## ストーリー
魔法が使える異世界で、主人公の少女ルシオンとその仲間たちが様々な試練を乗り越えてデス・シャドウを倒す話である。
ルシオンはピナコテイクの塔で師匠のコッキンドールとその弟子たちとともに住んでいた。コッキンドールが外出中のある時、夜になると獣人になってしまう呪いを抱えた若者が塔に訪れる。退屈していたルシオンは彼とともに旅に出かけることにする。

## システム
本作は移動･戦闘画面が、フル3Dで表現される。視点がいくつか用意されているが3DO版ではいずれも鳥瞰視点の一種であり、手前の障害物に隠れたオブジェクトが見難い場合があった。しかしセガサターン版ではオリジナル視点として一人称の視点に切り替えることも可能になった。
フィールドマップでは建物間の移動を行う。地図の上を歩いている感覚である。街道以外を通ると、一定確率でモンスターとエンカウントする（ランダムエンカウント）。休息を使うとキャラクターの体力が全回復、魔力は半分まで回復することができる。セーブはこの上でしか行えない。休息した際は必ず朝となり、歩いているうちに昼と夜が訪れる。
町やダンジョンでは昼夜の経過は無い。町では住民と話すことができるほか、アイテムを購入したり宿で休むことができる。ダンジョンではランダムエンカウントが無く、特定の場所でモンスターとの強制エンカウントがある。町とダンジョンのどちらでも、柱などの障害物を破壊することができ、破壊の可否は装備する武器の破壊力ランクに影響される。破壊した障害物からは、一定確率でアイテムを入手できることがある。
戦闘はコマンド選択だが、リアルタイムストラテジーとも単純なターン制とも違う特徴的な戦闘システムを採用している。将棋盤のような9マス四方に区切られたクオータービューの戦闘画面を、味方は手前2列、敵は奥2列に布陣し、それぞれの側の2列以内を、障害物がない限り自由に移動（配置）でき、そこから敵めがけてまっすぐ突進し攻撃を仕掛ける形になる。目標にした相手との線分上に障害物があった場合、移動攻撃は遮られ、破壊可能な障害物であれば除去される。うまく利用すれば敵の攻撃を避けることができる。戦闘には4人まで同時に参加でき、残るメンバーは待機となる。ターン制ではなく、味方･敵共に素早さの高いキャラクターから行動が可能になる。一部の武器には攻撃範囲が設定されており、狙った敵（障害物に遮られた場合はその位置）の周囲数マスに対して攻撃が及ぶ場合がある。魔法の場合は縦1列から数列の範囲を指定できるものもある。

## 登場人物
声の出演はセガサターン版のみ。

### プレイヤーキャラクター
ルシオン（声：林原めぐみ）
本作の主人公。能天気な性格で、ずうずうしい一面も見られる。イベントをこなして魔法を伝授してもらうことで、新たな魔法を使えるようになる。
エルゴート（声：志賀克也）
ルシオンの旅のきっかけを作った青年。夜になると獣人になってしまう呪いに悩まされている。獣人化すると戦闘能力が上がる。
ミミナガ（声：椎名へきる）
モールベアの戦士。族長の息子だが臆病で、村人には呆れられている。地震を起こすことができる。
カネヨン（声：長嶝高士）
リザードマンの勇猛な戦士。二刀流の使い手で、盾を装備することはできない。口から炎を吐くことができる。
ビオメルダー（声：石森達幸）
甲殻種族トラメックの戦士。沈着冷静。怪力の持ち主で、障害物や仲間を投げ飛ばすことができる。盾以外の防具は装備できないので、体を覆う殻が防具の役目を果たす。
ゴーレム
ルシオンの魔法「ゴーレム」によって作り出される強力な魔法生物。一度作り出すとそれ以降メンバーに加わり、HPが尽きても消えるわけではない。通常の回復手段は受け付けず、体力回復手段は魔法「ゴーレム」のみ。

### その他のキャラクター
アーヤ（声：宮村優子）
エルゴートを獣人にした張本人。
コッキンドール（声：根本嘉也）
偉大な魔法使い。旅に出たまま帰ってこない。
デスシャドウ（声：丸山詠二）
世界征服を狙う本作のラスボス。
ナレーション（声：飛田展男）
ゲーム上のキャラクターにシニカルな突っ込みをする。

## イメージガール
3DO版の発売当時、ヒロインのルシオンのイメージガールの選考があり、150人の応募の中から選ばれたのは奥原愛（おくはら あい）という当時17歳の少女だった。本作ゲームデザイン担当の中北晃二の手により彼女をモデルとした書き下ろしイラストも作成され、シルクスクリーンが抽選で配布されるなどした。